# Jaime Morón
Jaime Morón   (Cartagena de Indias, 16 de novembre de 1950 - Bogotà, 2 de desembre de 2005) fou un futbolista colombià de la dècada de 1970.
Fou internacional amb la selecció de Colòmbia amb la qual participà en els Jocs Olímpics d'estiu de 1972.
Pel que fa a clubs, defensà els colors de Millonarios durant la major part de la seva carrera.